# 페르샤 리하
페르샤 리하(우크라이나어: Перша ліга)는 우크라이나 1부 리그라고도 불리는 우크라이나의 축구 2부 리그이다. 현재 16개의 클럽이 참가하고 있다.

## 클럽 (2024-2025)
- FSC 부코비나 체르니우치
- FC 데스나 체르니히우
- FC 디나모 키예프-2
- FC 헬리오스 하르키우
- FC 히르니크 크리비리흐
- FC 히르니크 스포츠 콤소몰스크
- MFC 미콜라이우
- FC 나프토비크 우크르나프타 오흐티르카
- FC 니바 테르노필
- FC 올렉산드리야
- FC 폴타바
- FC 스탈 알체우시크
- FC 스탈 드니프로제르진시크
- FC 수미
- FC 지르카 키로보흐라드